# JurPC
JurPC ist eine juristische Fachzeitschrift für Rechtsinformatik und Informationsrecht. Von 1989 bis 1996 wurde JurPC als monatliche Printzeitschrift herausgegeben, seit 1997 erscheint sie als kostenlose, wöchentliche Internetzeitschrift, das heißt im Open Access. Die Zeitschrift finanziert sich zum Teil über Werbung.
In JurPC werden Aufsätze, Tagungsberichte und Gerichtsentscheidungen mit den Schwerpunkten Internet, Rechtsinformatik, Neue Medien und EDV veröffentlicht. Es besteht auch ein wöchentlicher kostenloser Newsletter.
JurPC hat „mehr als 50.000 Visits im Monat“. Der Newsletter wird an etwa 5.500 Abonnenten verschickt.
Herausgeber der Zeitschrift ist  Maximilian Herberger, der bis 2014 in Saarbrücken gelehrt hat.